# اوبو فايند اكس 2
اوبو فايند اكس 2 (بالإنجليزية: Oppo Find X2)‏ هو هاتف ذكي من شركة أوبو تم الأعلان عنه في 6 مارس 2020 ليكون اقوة واغلى هاتف من شركة أوبو لعام 2020 مع تردد 120 هرتز.

## المواصفات

### هاردوير
معالج هاتف أوبو فايند اكس 2 هو سناب دراغون 865 مع معالج رسومي ادرينو 650 مع ذاكرة عشوائية 12 جيجا رام و سعة تخزين 512 جيجا بايت مع بطارية داعمة للشحن السريع بقوة 4260 مللي أمبير .

### سوفت وير
يعمل هاتف فايند اكس 2 بنظام اندرويد 10 مع واجهة مستخدم ColorOS 7.1

### كاميرا
كاميرا الهاتف خلفية ثلاثية (48+48+13) ميجا بكسل / الأمامية 32 ميجا بكسل وداعمة للتصوير اليلي